# Хамзаев, Абдулла Майрбекович
Абдулла́ (Замбе́к) Майрбе́кович Хамза́ев (1936, Урус-Мартан или Грозный, Чечено-Ингушская АССР, СССР — 13 июля 2004, Москва, РФ) — помощник генерального прокурора РСФСР и СССР, старший советник юстиции в отставке. Адвокат, заслуженный юрист РСФСР, глава московской чеченской диаспоры. Известен тем, что защищал интересы вице-президента СССР Янаева и семьи Кунгаевых в деле Буданова.

## Биография
По национальности чеченец из тайпа Зумсой. Родился в 1936 году, в потомственной семье адвокатов. Его предок жил в деревне, которую разрушил Ермолов, на месте которой была построена крепость Грозная. Сам же Хамзаев в 8 лет был выслан в Казахстан, там же потерял родителей.
В 1961 году окончил Московский нефтяной институт им. Губкина, а в 1964 — заочное отделение в ведущем Московском государственном юридическом университете. С 1965 по 1979 годы прошёл путь от следователя столичной прокуратуры до помощника Генерального прокурора РСФСР и СССР «по пересмотру судебных решений о смертной казни». Был следователем по особо важным делам Прокуратуры РСФСР. Дослужился до старшего советника.
В 1976 году Указом Президиума Верховного Совета РСФСР за особые заслуги Абдулла Хамзаев получил звание заслуженного юриста РСФСР. Первый чеченец получивший данное звание. В 1979 году ушёл из прокуратуры и начал заниматься адвокатурой, перейдя в Московскую городскую коллегию.
Представлял интересы таких именитых личностей, как Геннадий Янаев, Руслан Хасбулатов и др. Генерал армии и Герой Советского Союза Валентин Варенников в своих мемуарах и книге «Неповторимое» называет Хамзаева одним из сильнейших адвокатов страны. Аслан Масхадов издал указ о назначении его министром юстиции ЧРИ, но Хамзаев решил отказаться. В 1998 году являлся делегатом ЧРИ в Польше.

Делегация ЧРИ в Польше в октябре 1998 года. Аслан Масхадов, Абдулла Хамзаев, Ахъяд Идигов и другие.

В 2004 году Хамзаеву была присуждена Премия мира, учрежденная коалицией правозащитных организаций ЧР и РФ.
На наш взгляд, из предложенных на конкурсе кандидатур Абдулла Хамзаев – самый достойный. Его участие в судебном процессе над полковником Будановым принесло убийце тюремный срок, а самому адвокату – клиническую смертьРуслан Бадалов. Глава ЧКНС и член правления ЯИМЧ
Коллеги А. Хамзаева решили выдвинуть его в президенты Чечни в выборах 2004 года. По словам адвоката Хадисова, вначале Хамзаев отказывался баллотироваться, к тому же учитывая своё здоровье, но когда ему стало лучше — его всё-таки сумели уговорить. Однако позже у Хамзаева начался отёк легких и резко повысился уровень сахара в крови. Абдулла Хамзаев скончался 13 июля 2004 года в московской 55-й горбольнице.
«После убийства Ахмата Кадырова сформировалась инициативная группа из московских чеченцев, которая решила, что Абдулла Хамзаев — наиболее достойный кандидат на эту должность. Мы решили, что автоматам в Чечне надо противопоставить мудрость. Именно таким мудрым и выдержанным человеком был Абдулла Хамзаев… Мы связались с избиркомом Чечни, и там с радостью восприняли это известие. На днях я должен был поехать в Чечню, чтобы организовать сбор подписей и зарегистрировать Абдуллу Хамзаева кандидатом в президенты»
Похороны Хамзаева состоялись в городе Урус-Мартан Чеченской Республики.
Журналист и правозащитник Анна Политковская, знавшая Хамзаева лично, рассказала в эфире радиостанции «Эхо Москвы», что однажды в разговоре с ней Хамзаев заметил, что «всю жизнь жил и делал всё только ради того, чтобы никто никогда не мог сказать, что он опозорил честь своего отца». «Думаю, так и было. Он сделал все, чтобы это сбылось», — сказала Политковская — «Когда адвокаты боялись даже приближаться к уголовным делам против военнослужащих, по воинским преступлениям, совершенным в ходе второй чеченской кампании, Абдулла Хамзаев это делал, и делал до последних дней».

## Известные дела

### Дело Геннадия Янаева
Председатель ГКЧП. Во время Августовского путча 1991 Геннадий Янаев был одним из основных участников ГКЧП, был назначен исполняющим обязанности Президента СССР. После ареста Геннадию Янаеву было предъявлено обвинение по статье 64 УК РСФСР (измена родине). Адвокатом Янаева стал Абдулла Хамзаев. За участие в путче был привлечён к уголовной ответственности, однако в 1994 освобождён по амнистии Госдумы. Во время этого дела на Хамзаева также было совершено покушение.
Я с первого дня защищал Геннадия Янаева, когда другие адвокаты шарахались от этого дела как от огня. Мне не за что любить советскую власть, но странно обвинять в измене СССР человека, который этот СССР пытался сохранить.Абдулла Хамзаев

### Дело Буданова и преступления военнослужащих
Дело Буданова, которое вызвало общественный резонанс, и над которым Хамзаев работал несколько лет, представляя интересы семьи Кунгаевых. Суд приговорил Юрия Буданова к 10 годам лишения свободы в колонии строгого режима. Бывший командир 160-го танкового полка был признан виновным в похищении, убийстве и превышении должностных полномочий. Кроме того, Буданов был лишён воинского звания «полковник» и государственной награды «Орден мужества». Хамзаев был недоволен решением суда, подав обратное заявление, пытаясь ужесточить наказание. Во время этого дела Хамзаев также пережил клиническую смерть. Хамзаев участвовал в ряде громких судебных процессов о преступлениях военнослужащих, в том числе, по делу группы российских военнослужащих, расстрелявших в Чечне шестерых мирных жителей. После его смерти адвокат Юрия Буданова Анатолий Мухин заявил:
Господин Хамзаев был достойным противником, с которым было интересно и очень тяжело вести юридическую полемику в зале суда. Его яркие, образные выступления могли довести до белого каления, а могли заставить аплодировать. На этом суде мы многому у него научились.

### Расследование дела о крематории
Абдулла Хамзаев получил известность в связи с участием в процессе над полковником Юрием Будановым. Но в Московской и Генеральных прокуратурах СССР, где он проработал многие годы, вспоминают другое дело — московского крематория, которое он успешно расследовал. Следователем Хамзаевым тогда была разоблачена группа работников крематория, снимавшая с мертвых одежду и золотые коронки. После этого Абдуллу Хамзаева стали почитать в похоронных учреждениях. «Без очереди хоронили тех, на кого я укажу»,— в шутку вспоминал А. Хамзаев.

### Юридическая помощь Ахмеду Закаеву
А. Хамзаев стал адвокатом вице-премьера Ичкерии Ахмеда Закаева. Тот сам позвонил ему из Лондона и, попросил представлять его интересы в России. Хамзаев согласился и оформил в столичной юридической консультации, где он работал, ордер на защиту Закаева. Он ездил в Лондон и консультировал своего подзащитного, но активно участвовать в процессе не смог по состоянию здоровья.

### Иск против Кадырова и Ильясова
В январе 2002 года адвокат Хамзаев подал в суд на Ахмата Кадырова и Станислава Ильясова. На территории Российской Федерации за истекшие 10 лет представители всех репрессированных и впоследствии реабилитированных народов в установленном законом порядке получили компенсации за утраченное жилье и имущество. Исключение составляют лишь чеченцы, проживающие как на территории самой Чеченской Республики, так и за её пределами. Хамзаев требовал восстановления исторической справедливости для репрессированных чеченцев.

## Отражение
- Одна из улиц города Урус-Мартан Чеченской Республики названа в честь Абдуллы Майрбековича Хамзаева[29].
- Отражение в различных изданиях и книгах журналистки Анны Политковской[30][31].
- Монография «Международный трибунал для Чечни» посвящена памяти Анны Политковской и Абдуллы Хамзаева[32].
- Отражение в книге «Кредо жизни». 2009 год. Автор: Хуважбаудин Шахбиев[33].